# Leucauge tellervo
Leucauge tellervo là một loài nhện trong họ Tetragnathidae.
Loài này thuộc chi Leucauge. Leucauge tellervo được Embrik Strand miêu tả năm 1913.